# SL X60
De X60 van het type Alstom Coradia Nordic is een elektrisch treinstel voor regionaal personenvervoer van de Zweedse spoorwegmaatschappij Storstockholms Lokaltrafik (SL).

## Geschiedenis
De Alstom Coradia Nordic is afgeleid van de Alstom Coradia LIREX. Dit treinstel is een lichtgewichttrein met lage vloer over de hele lengte. Het acroniem LIREX staat voor Leichter, innovativer Regionalexpress.
In 2010 breidde Storstockholms Lokaltrafik voor diensten op het traject Stockholm - Uppsala het aantal treinen uit met 12.
In 2012 plaatste Storstockholms Lokaltrafik een vervolgorder voor de levering van 46 treinstellen bij Alstom. Deze treinstellen werden in 2016 geleverd.

## Constructie en techniek
Het treinstel is opgebouwd uit een aluminium frame. Door de aanwezigheid van veel deuren en een lichte bouw kunnen in korte tijd veel passagiers worden vervoerd. Het treinstel is uitgerust met luchtvering.

## Treindiensten
De treinen worden ingezet in de voorstadsspoorweg van Stockholm:
| Lijn | Treinsoort   | Route                                                     | Bijzonderheden                                                                 |
| ---- | ------------ | --------------------------------------------------------- | ------------------------------------------------------------------------------ |
| 40   | Lokale trein | Södertälje-Stockholm-Upplands Väsby (-Uppsala)            | Treinen naar Uppsala rijdt via Arlanda.                                        |
| 41   | Lokale trein | Södertälje-Stockholm-Märsta                               | Rijdt alleen 's ochtends en 's avonds.                                         |
| 41X  | Sneltrein    | Tumba-Stockholm-Märsta                                    | Stopt niet op alle stations. Rijdt alleen in de spits.                         |
| 42X  | Sneltrein    | (Nynäshamn-) Älvsjö-Stockholm-Märsta                      | Stopt niet op alle stations. Rijdt niet in de spits, 's ochtends en 's avonds. |
| 43   | Lokale trein | (Krigslida-) Västerhaninge-Stockholm-Kungsängen (-Bålsta) | 's ochtends en 's avonds verlengd tot Nynäshamn.                               |
| 43X  | Sneltrein    | Nynäshamn-Stockholm-Kallhäll                              | Stopt niet op alle stations. Rijdt alleen in de spits.                         |
| 48   | Lokale trein | Gnesta-Södertälje                                         | Overstappen op treinen naar Stockholm bij station Södertälje hamn.             |

Vanaf het treinenplan 2017 rijden de voorstadstreinen niet meer via Stockholm Centraal en Karlberg.

## Zie ook

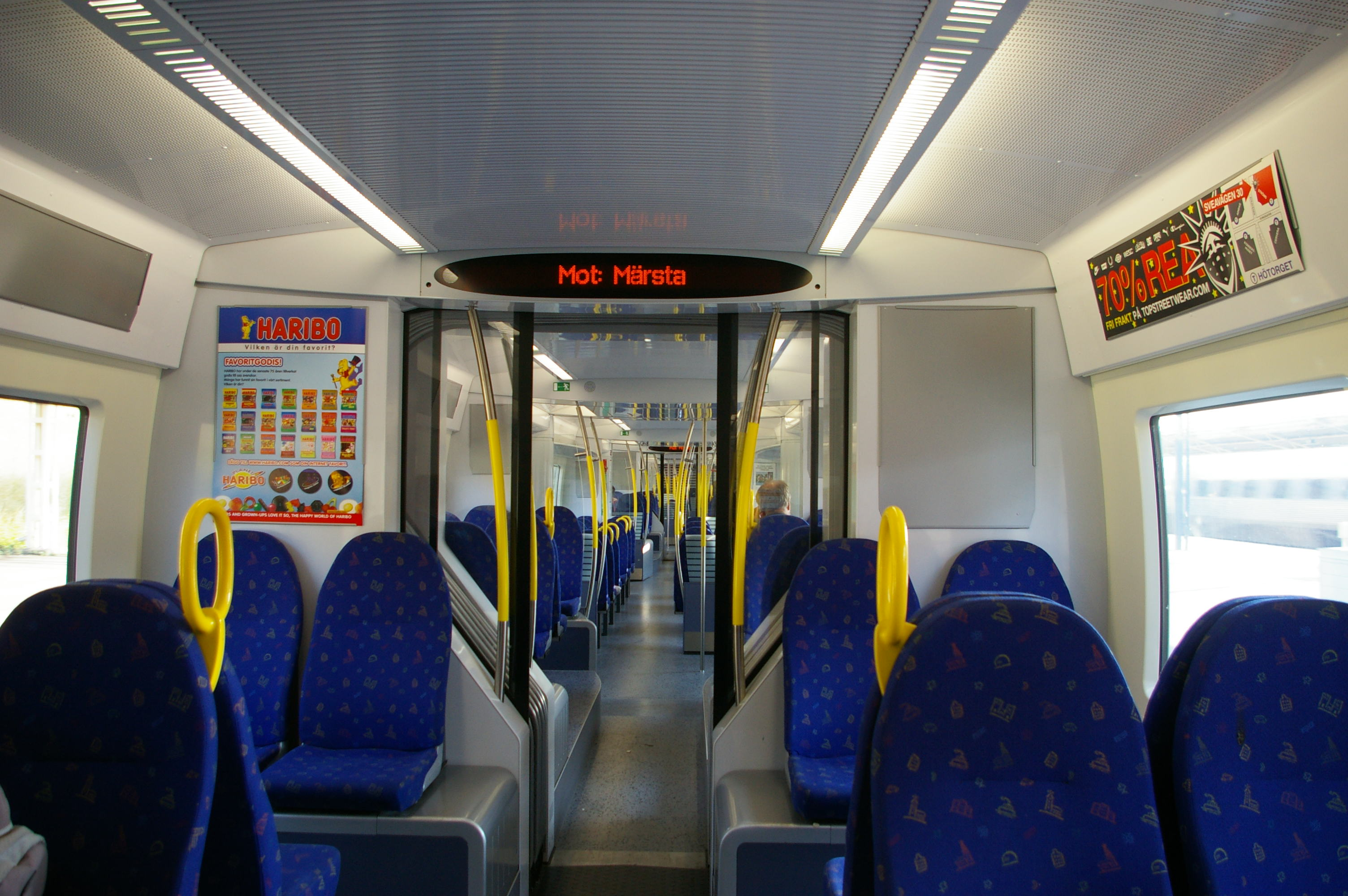
Interieur